# Keith Sebelius

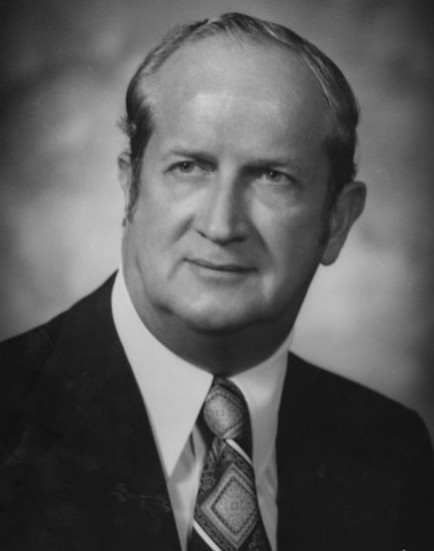
Keith Sebelius (1975)

Keith George Sebelius (* 10. September 1916 in Almena, Norton County, Kansas; † 5. August 1982 in Norton, Kansas) war ein US-amerikanischer Politiker. Zwischen 1969 und 1981 vertrat er den ersten Wahlbezirk des Bundesstaates Kansas im US-Repräsentantenhaus.

## Werdegang
Keith Sebelius besuchte die Grundschule in Almena und studierte dann an der George Washington University bis 1939 Jura. Bis 1941 besuchte er noch das Fort Hays State College in Hays. Nach seiner Zulassung als Rechtsanwalt begann Sebelius in Norton und dem District of Columbia in seinem neuen Beruf zu arbeiten. Sebelius nahm sowohl am Zweiten Weltkrieg als auch am Koreakrieg teil. Dabei brachte er es bis zum Major.
Politisch war Sebelius Mitglied der Republikanischen Partei. Nach dem Krieg war er Stadtrat und Bürgermeister von Norton. Er war außerdem juristischer Vertreter dieser Stadt. Von 1962 bis 1968 war er Mitglied des Senats von Kansas. 1968 wurde Sebelius im ersten Distrikt von Kansas in das US-Repräsentantenhaus gewählt, wo er am 3. Januar 1969 die Nachfolge von Bob Dole antrat. Nach fünf Wiederwahlen konnte er bis zum 3. Januar 1981 sechs Legislaturperioden im Kongress absolvieren. In diese Zeit fiel unter anderem die Watergate-Affäre.
Sebelius verzichtete im Jahr 1980 auf eine erneute Kandidatur und verbrachte seinen Lebensabend in Norton, wo er im August 1982 verstarb. Er war der Schwiegervater von Kathleen Sebelius, die später Gouverneurin von Kansas und Gesundheitsministerin der Vereinigten Staaten werden sollte.